# Liaotung

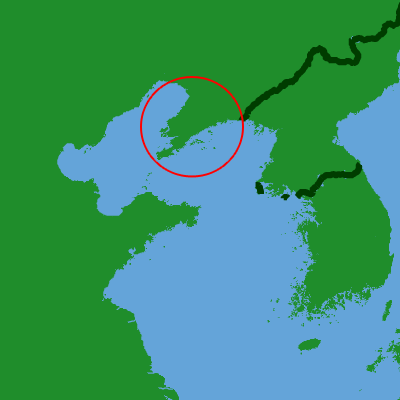
Położenie półwyspu Liaotung

Liaotung (chiń. upr. 辽东半岛; chiń. trad. 遼東半島; pinyin Liáodōng Bàndǎo) – półwysep w północno-wschodnich Chinach, w prowincji Liaoning. Położony pomiędzy zatoką Liaotuńską na zachodzie i Zachodniokoreańską na wschodzie, na Morzu Żółtym. Powierzchnia półwyspu wynosi ok. 54 tys. km², długość ok. 225 – 250 km, szerokość 80 – 130 km, szerokość maksymalna u nasady ok. 150 km.
Półwysep Liaotung zbudowany jest z wapieni, piaskowców, łupków i archaicznych gnejsów z intruzjami granitów. Ukształtowanie powierzchni urozmaicone, na wybrzeżach nizinne, we wnętrzu półwyspu wyżynne, a miejscami górzyste, do 1132 m n.p.m., średnia wysokość wynosi ok. 500 m n.p.m. Linia brzegowa jest dobrze rozwinięta, o długości całkowitej wynoszącej ok. 900 km, zachodnie brzegi półwyspu płaskie, wschodnie strome. Klimat umiarkowany ciepły, monsunowy, z dużą ilością opadów.
Rozwinięte rolnictwo i rybołówstwo. Dzięki sprzyjającemu klimatowi, obfitym opadom i 6 miesięcznemu okresowi wegetacyjnemu jest to jeden z najważniejszych regionów uprawy owoców w Chinach. Uprawa orzeszków ziemnych, kukurydzy, gaoliangu i pszenicy oraz hodowla jedwabników. Od lat 60 XX w. jest to jeden z głównych regionów przemysłowych Chin. Górnictwo węgla kamiennego, rud metali oraz boksytów. Zlokalizowanych jest tu ponad 600 dużych i średnich przedsiębiorstw metalurgicznych, maszynowych i petrochemicznych.